# Bénin aux Jeux paralympiques
Le Bénin participe aux Jeux paralympiques depuis les Jeux paralympiques d'été de 2000 à Sydney. Le pays n'a jamais pris part aux Jeux paralympiques d'hiver.

## Bilan général
Le Bénin n'a remporté aucune médaille depuis son entrée en lice dans la compétition.

### Athlètes ayant participé aux Jeux paralympiques
- Edouard Agboessi (aux Jeux paralympiques d'été de 2000) en 100m T11
- Loukmane Nassirou (aux Jeux paralympiques d'été de 2004) en 100m T12
- Blandine Sahenou (aux Jeux paralympiques d'été de 2004 et 2008) en powerlifting -67,5 kg
- Constant Kaponhinto (aux Jeux paralympiques d'été de 2012) en lancer de poids F57
- Fayssal Atchiba (aux Jeux paralympiques d'été de 2020 et 2024) en 100m T47
- Marina Houndalowan (aux Jeux paralympiques d'été de 2020 et 2024) en lancer de poids F57

### Par année
| Année | Médaille d'or, Jeux paralympiques | Médaille d'argent, Jeux paralympiques | Médaille de bronze, Jeux paralympiques | Total | Rang |
| 2000  | 0                                 | 0                                     | 0                                      | 0     | n.c  |
| 2004  | 0                                 | 0                                     | 0                                      | 0     | n.c  |
| 2008  | 0                                 | 0                                     | 0                                      | 0     | n.c  |
| 2012  | 0                                 | 0                                     | 0                                      | 0     | n.c  |
| 2016  | 0                                 | 0                                     | 0                                      | 0     | n.c  |
| 2020  | 0                                 | 0                                     | 0                                      | 0     | n.c  |
| 2024  | 0                                 | 0                                     | 0                                      | 0     | n.c  |
| Total | 0                                 | 0                                     | 0                                      | 0     | n.c  |